# Hemimyzon
Hemimyzon – rodzaj ryb karpiokształtnych z rodziny przylgowatych (Balitoridae).

## Klasyfikacja
Gatunki zaliczane do tego rodzaju:
- Hemimyzon confluens
- Hemimyzon ecdyonuroides
- Hemimyzon formosanus
- Hemimyzon khonensis
- Hemimyzon macroptera
- Hemimyzon megalopseos
- Hemimyzon nanensis
- Hemimyzon papilio
- Hemimyzon pengi
- Hemimyzon pumilicorpora
- Hemimyzon sheni
- Hemimyzon songamensis
- Hemimyzon taitungensis
- Hemimyzon yaotanensis

Gatunkiem typowym jest Homaloptera formosana (Hemimyzon formosanus).